# Paolo Pozzo

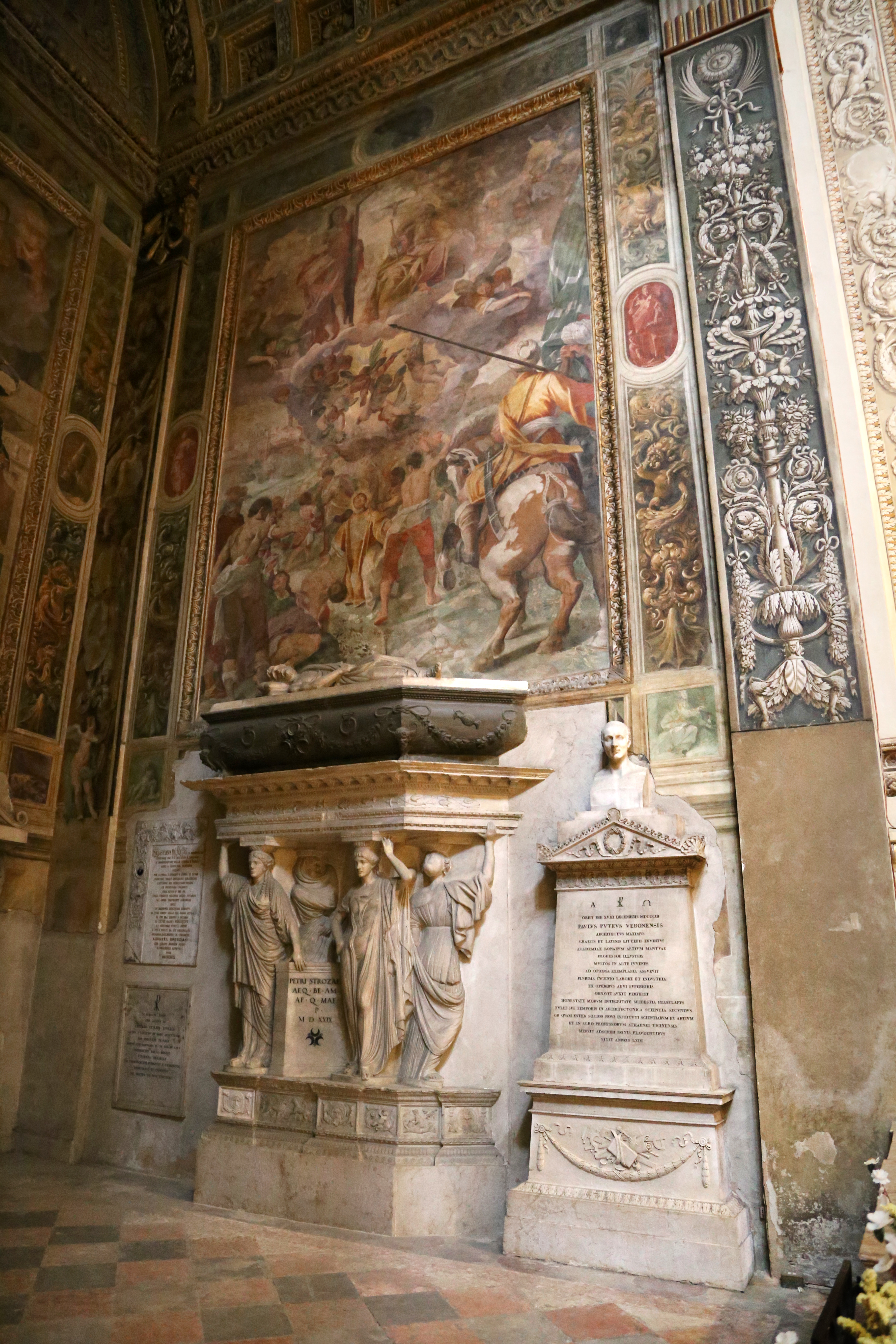
Mantova, Basilica di Sant'Andrea, monumento funebre a Paolo Pozzo (a destra).

Paolo Pozzo (Verona, 8 marzo 1741 – Mantova, 18 dicembre 1803) è stato un architetto italiano.

## Biografia
Il padre Carlo, immigrato a Verona nel 1738, esercitava la professione di capomastro muratore. Nella città scaligera fu avviato a studi umanistici propendendo ben presto per gli studi d'architettura. Per necessità familiari dal 1760, con base a Venezia, per tre anni, fu capitano di nave mercantile, dedito a spedizioni marittime in Dalmazia e nel Mediterraneo orientale.
Divenuto professore d'architettura nel 1771 presso la "Reale Accademia di scienze e di belle lettere di Mantova", stabilì la sua dimora nella città virgiliana della quale, dal 1772, fu regio architetto intervenendo nelle principali opere architettoniche della città.
Nel 1801, in occasione dell'inaugurazione del monumento a Virgilio nella Piazza Virgiliana (30 Ventoso Anno IX- 15 ottobre 1797), progettò gli apparati effimeri per la festa (una piramide posticcia dentro un boschetto di alloro). La sistemazione urbanistica dell'ex Piazza dell'Argine, con lo slargo che sporge ad anfiteatro entro tre nuovi edifici, fu ottenuto demolendo, prima del 1797, la chiesa della Madonna dell'Argine. La festa popolare fu immortalata in una incisione di Luigi Rados.

### Opere

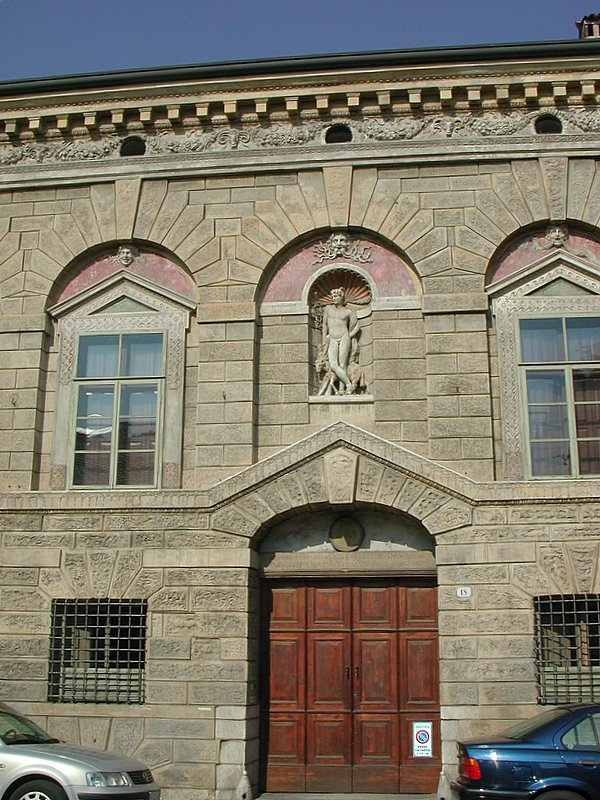
Casa di Giulio Romano con interventi di Paolo Pozzo

- Paolo Pozzo fu autore della "Sala rettangolare" detta "del Piermarini" all'interno del palazzo della "Reale Accademia di scienze e di belle lettere" che diverrà Accademia Nazionale Virgiliana con Napoleone, lo stesso palazzo che includeva al piano terreno il Teatro Bibiena.
- Nel 1780 partecipò alla progettazione della Biblioteca Teresiana, la biblioteca pubblica voluta da Maria Teresa d'Austria.
- Ristrutturò numerosi ambienti all'interno di Palazzo Ducale come il monumentale scalone delle Duchesse e Piazza Santa Barbara. Nel 1783 creò l'appartamento del Plenipotenziario e all'interno della Magna Domus ricavò l'Appartamento dell'Imperatrice per Maria Beatrice d'Este.
- Nel 1795 realizzò la facciata neoclassica dell'attuale Museo Diocesano Francesco Gonzaga che si affacciava sulla futura Piazza Virgiliana.
- Nel 1797 progettò Piazza Virgiliana ispirandosi a disegni urbanistici francesi.
- Nel 1800 intervenne sulla facciata della Casa di Giulio Romano.
- Altre opere a Mantova e provincia[4]
  - Casa Vicolo Cantelma 1, Vicolo Cantelma, 1 - Mantova, 1780
  - Convento di S. Lucia (ex), Via Pietro Frattini, 28 - Mantova, 1784
  - Palazzo del Carmine, Via Pomponazzo, 27 - Mantova, 1788
  - Orfanotrofio femminile (ex), Via Angelo Scarsellini, 15 - Mantova, 1790
  - Chiesa di S. Giorgio, Strada Statale 62 della Cisa - Romanore, Borgo Virgilio (MN), 1791
  - Palazzo di S. Cristoforo,  Via Giulio Romano - Mantova, 1797
  - Chiesa di S. Apollonia, Via Gaetano Benzoni, 20 - Mantova, 1799
  - Palazzo d'Arco, Piazza Carlo d'Arco, 4 - Mantova
  - Campanile della chiesa San Tommaso apostolo, via Bondeno degli Arduini, Bondeno di Gonzaga, 1793[5]